# Le Noirmont, Jura
Le Noirmont är en ort och kommun i distriktet Franches-Montagnes i kantonen Jura, Schweiz. Kommunen har 1 957 invånare (2023).